# Kyoto Animation
Kyoto Animation Co., Ltd. (яп. 株式会社京都アニメーション, Кабушікі-ґаішя кьо:то аніме:шьон), відома як KyoAni (яп. 京アニ) — японська аніме-студія, розташована в місті Уджі в префектурі Кіото, Японія.
Студія заснована в 1981 році, в 1985 році студія стала акціонерним товариством з обмеженою відповідальністю, а в 1999 році студія стала корпорацією. Найвідомішими роботами студії є аніме-серіали Suzumiya Haruhi no Yūutsu та K-On!.
Kyoto Animation має дочірню студію Animation Do, офіс якої розташований в Осаці. Президент кампанії — Хідеакі Хатта.

## Історія

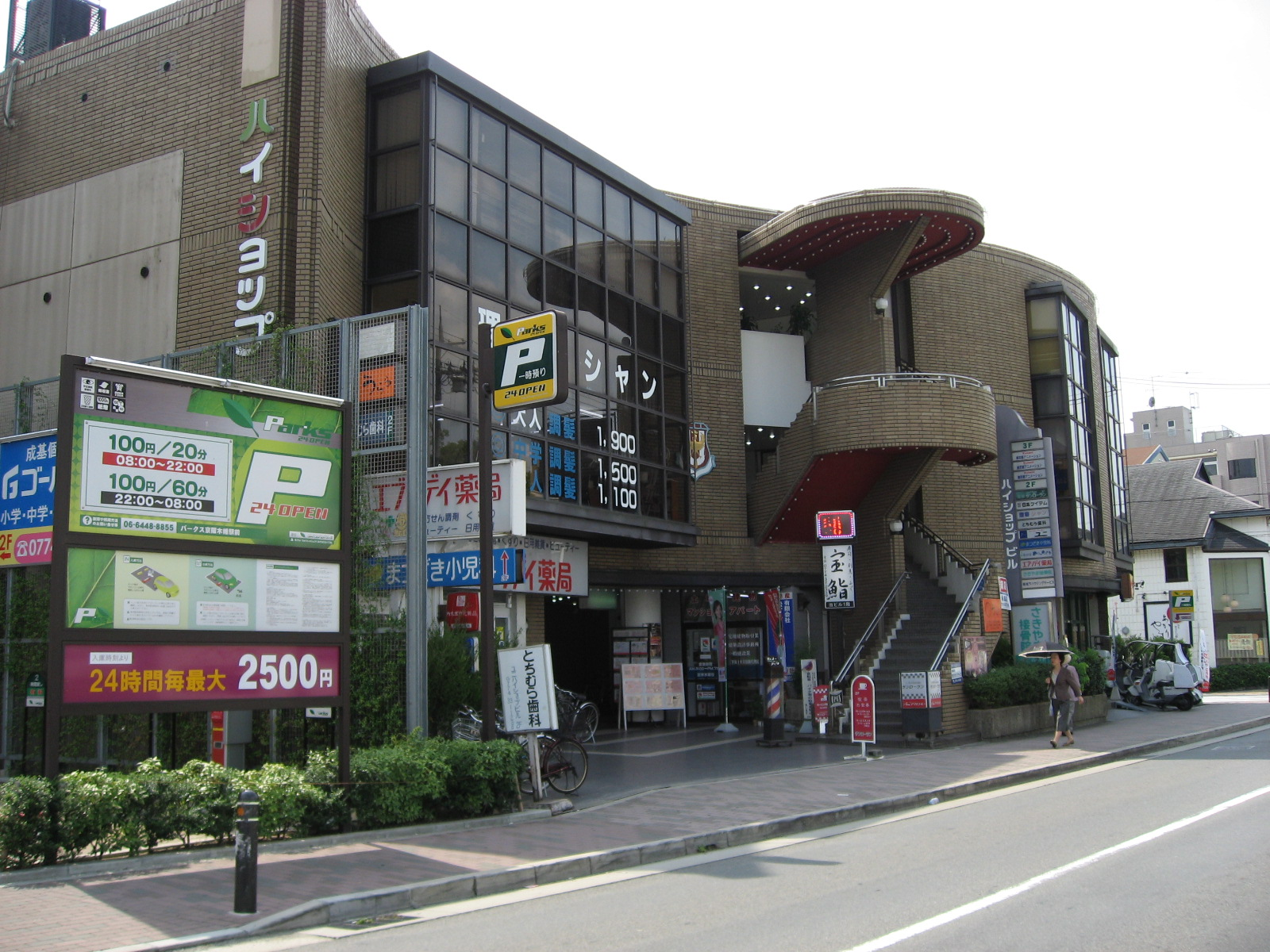
Студія Kyoto Animation в місті Уджі, Кіото, Японія.

Компанію засновано у 1981 році колишніми працівниками студії Mushi Production. Офіційно зареєстрована у 1985 році як компанія з обмеженою відповідальністю. У 1999 році стала публічною компанією. Назва компанії походить від назви префектури, у якій вона розташована.

### Підпал 2019 року
Близько 10:30 за японським часом (04:30 за київським) 18 липня 2019 року 41-річний чоловік проникнув до будівлі студії, облив усе довкола бензином і підпалив. Внаслідок пожежі загинуло 33 особи, 36 осіб отримали поранення і були госпіталізовані. Загалом на початок пожежі в будівлі перебувало близько 70 осіб. Підозрюваний був затриманий і доправлений до лікарні з опіками.

## Роботи
Крім перелічених у списку нижче робіт студія Kyoto Animation також брала участь у створенні таких аніме, як «Kiddy Grade», «Inuyasha», «Nurse Witch Komugi», «Tenchi Universe» та «Generator Gawl».

### Телевізійні серіали
| Назва                                          | Режисер(и)                                  | Дата початку оригінальної трансляції | Дата закінчення оригінальної трансляції | Жанри                                              | Кількість серій | Примітки                                  |
| ---------------------------------------------- | ------------------------------------------- | ------------------------------------ | --------------------------------------- | -------------------------------------------------- | --------------- | ----------------------------------------- |
| Сталева тривога? Фумоффу                       | Ясухіро Такемото                            | 25 серпня 2003                       | 18 листопада 2003                       | комедія, романтика, сьонен                         | 12              | Адаптація ранобе «Full Metal Panic!».     |
| Air                                            | Тацуя Ішіхара                               | 6 січня 2005                         | 31 березня 2005                         |                                                    | 13              | Адаптація візуальної новели компанії Key. |
| Air in Summer                                  | Тацуя Ішіхара                               | 28 серпня 2005                       | 4 вересня 2005                          | драма, фентезі, романтика                          | 2               | Адаптація візуальної новели компанії Key. |
| Full Metal Panic! The Second Raid              | Ясухіро Такемото                            | 13 липня 2005                        | 19 жовтня 2005                          | комедія, меха, романтика, сьонен                   | 13              | Адаптація ранобе «Full Metal Panic!».     |
| Suzumiya Haruhi no Yūutsu                      | Тацуя Ішіхара                               | 2 квітня 2006                        | 2 липня 2006                            | комедія, містика, наукова фантастика, надприродне  | 14              | Адаптація ранобе.                         |
| Kanon                                          | Тацуя Ішіхара                               | 5 жовтня 2006                        | 15 березня 2007                         | комедія, драма, фентезі, романтика                 | 24              | Адаптація візуальної новели компанії Key. |
| Lucky Star                                     | Ютака Ямамото (1–4) Ясухіро Такемото (5–24) | 8 квітня 2007                        | 16 вересня 2007                         | комедія, сейнен                                    | 24              | Адаптація манґи Каґамі Йошімідзу.         |
| Clannad                                        | Тацуя Ішіхара                               | 4 жовтня 2007                        | 27 березня 2008                         | комедія, драма, фентезі, романтика                 | 23              | Адаптація візуальної новели компанії Key. |
| Clannad After Story                            | Тацуя Ішіхара                               | 3 жовтня 2008                        | 26 березня 2009                         | комедія, драма, фентезі, романтика                 | 24              | Продовження аніме Clannad.                |
| Sora o Miageru Shōjo no Hitomi ni Utsuru Sekai | Йошіджі Кіґамі                              | 14 січня 2009                        | 11 березня 2009                         | комедія, драма, фентезі, романтика                 | 9               | Рімейк OVA Munto.                         |
| K-On!                                          | Наоко Ямада                                 | 3 квітня 2009                        | June 26, 2009                           |                                                    | 13              |                                           |
| Suzumiya Haruhi no Yūutsu (2-й сезон)          | Тацуя Ішіхара                               | 3 квітня 2009                        | 9 жовтня 2009                           | комедія, містика, наукова фантастика, надприродне. | 28              | Продовження Suzumiya Haruhi no Yūutsu.    |
| K-On!                                          | Наоко Ямада                                 | 7 квітня 2010                        | 28 вересня 2010                         |                                                    | 26              |                                           |
| Nichijou                                       | Тацуя Ішіхара                               | 3 квітня 2011                        | 25 вересня 2011                         |                                                    | 26              |                                           |
| Hyouka                                         | Ясухіро Такемото                            | 22 квітня 2012                       | 16 вересня 2012                         |                                                    | 22              |                                           |
| Chuunibyou Demo Koi ga Shitai!                 | Тацуя Ішіхара                               | 4 жовтня 2012                        | 19 грудня 2012                          |                                                    | 12              |                                           |
| Tamako Market                                  | Наоко Ямада                                 | 10 січня 2013                        | 28 березня 2013                         |                                                    | 12              |                                           |
| Free! Iwatobi Swim Club                        | Хіроко Уцумі                                | 4 липня 2013                         | 26 вересня 2013                         |                                                    | 12              |                                           |
| Kyoukai no Kanata                              | Тайчі Ішідате                               | 2 жовтня 2013                        | 18 грудня 2013                          |                                                    | 12              |                                           |
| Chuunibyou Demo Koi ga Shitai! -Heart Throb-   | Тацуя Ішіхара                               | 8 січня 2014                         | 26 березня 2014                         |                                                    | 12              |                                           |
| Free! Eternal Summer                           | Хіроко Уцумі                                | 2 липня 2014                         | 24 вересня 2014                         |                                                    | 13              |                                           |
| Amagi Brilliant Park                           | Ясухіро Такемото                            | 6 жовтня 2014                        | 25 грудня 2014                          |                                                    | 13              |                                           |
| Hibike! Euphonium                              | Тацуя Ішіхара                               | 8 квітня 2015                        | 1 липня 2015                            |                                                    | 13              |                                           |
| Musaigen no Phantom World                      | Тацуя Ішіхара                               | 7 січня 2016                         | 31 березня 2016                         |                                                    | 13              |                                           |
| Hibike! Euphonium 2                            | Тацуя Ішіхара                               | 6 жовтня 2016                        | 28 грудня 2016                          |                                                    | 13              |                                           |
| Kobayashi-san Chi no Maid Dragon               | Ясухіро Такемото                            | 11 січня 2017                        | 6 квітня 2017                           |                                                    | 13              |                                           |
| Violet Evergarden                              | Тайчі Ішідате                               | 11 січня 2018                        | 5 квітня 2018                           |                                                    | 13              |                                           |
| Free! Dive to the Future                       | Ейсаку Каванамі                             | 11 липня 2018                        | 26 вересня 2018                         |                                                    | 12              |                                           |
| Tsurune: Kazemai Kōkō Kyūdō-bu                 | Такуя Ямамура                               | 22 жовтня 2018                       | 21 січня 2019                           |                                                    | 13              |                                           |
| 20 Seiki Denki Mokuroku                        | TBA                                         | TBA                                  | TBA                                     |                                                    | TBA             |                                           |

### Фільми
| Назва                                                                          | Режисер                                    | Дата виходу     |
| ------------------------------------------------------------------------------ | ------------------------------------------ | --------------- |
| Tenjōbito to Akutobito Saigo no Tatakai                                        | Йошіджі Кіґамі                             | 18 квітня 2009  |
| Suzumiya Haruhi no Shōshitsu                                                   | Тацуя Ішіхара (головний), Ясухіро Такемото | 6 лютого 2010   |
| K-On! Movie                                                                    | Наоко Ямада                                | 3 грудня 2011   |
| Chuunibyou Demo Koi ga Shitai!: Rikka Version                                  | Тацуя Ішіхара                              | 14 вересня 2013 |
| Tamako Love Story                                                              | Наоко Ямада                                | 26 квітня 2014  |
| Beyond the Boundary -I'll Be Here- Past                                        | Тайчі Ішідате                              | 14 березня 2015 |
| Beyond the Boundary -I'll Be Here- Future                                      | Тайчі Ішідате                              | 25 квітня 2015  |
| High Speed! Free! Starting Days                                                | Ясухіро Такемото                           | 5 грудня 2015   |
| Hibike! Euphonium: The Movie — Welcome to the Kitauji High School Concert Band | Тацуя Ішіхара                              | 23 квітня 2016  |
| Eiga Koe no Katachi                                                            | Наоко Ямада                                | 17 вересня 2016 |
| Free! Timeless Medley: The Bond                                                | Ейсаку Каванамі                            | 22 квітня 2017  |
| Free! Timeless Medley: The Promise                                             | Ейсаку Каванамі                            | 1 липня 2017    |
| Hibike! Euphonium: Todoketai Melody                                            | Тайчі Оґава                                | 30 вересня 2017 |
| Free! Take Your Marks                                                          | Ейсаку Каванамі                            | 28 жовтня 2017  |
| Chuunibyou Demo Koi ga Shitai! Take on Me                                      | Тацуя Ішіхара                              | 6 січня 2018    |
| Liz to Aoi Tori                                                                | Наоко Ямада                                | 21 квітня 2018  |
| Hibike! Euphonium: Oath's Finale                                               | Тацуя Ішіхара                              | 19 квітня 2019  |
| Free! -Road to the World- Dream                                                | Ейсаку Каванамі                            | 5 липня 2019    |
| Violet Evergarden Gaiden: Eien to Jidō Shuki Ningyō                            | Харука Фуджіта                             | 6 вересня 2019  |
| Violet Evergarden the Movie                                                    | Тайчі Ішідате                              | 10 січня 2020   |
| Free!                                                                          | TBA                                        | Q3 2020         |

### OVA
| Назва                                                                                       | Дата виходу     |
| ------------------------------------------------------------------------------------------- | --------------- |
| Munto                                                                                       | 18 березня 2003 |
| Munto: Toki no Kabe wo Koete                                                                | 29 квітня 2005  |
| Full Metal Panic! The Second Raid Episode 000                                               | 6 липня 2005    |
| Full Metal Panic! The Second Raid: Wari to Hima na Sentaichou no Ichinichi                  | 26 травня 2006  |
| Clannad: Another World, Tomoyo Chapter                                                      | 16 липня 2008   |
| Lucky Star: Original na Visual to Animation                                                 | 26 вересня 2008 |
| Clannad After Story: Another World, Kyou Chapter                                            | 1 липня 2009    |
| K-On!: Live House!                                                                          | 19 січня 2010   |
| Nichijou: Nichijou no 0-wa                                                                  | 12 березня 2011 |
| K-On!: Keikaku!                                                                             | 16 березня 2011 |
| Hyōka: Motsubeki Mono wa                                                                    | 8 липня 2012    |
| Chuunibyou Demo Koi ga Shitai!: Sparkling… Slapstick Noel                                   | 19 червня 2013  |
| Kyoukai no Kanata: Daybreak                                                                 | 2 липня 2014    |
| Chuunibyou Demo Koi ga Shitai!: Heart Throb — The Rikka Wars                                | 17 вересня 2014 |
| Free! Eternal Summer Special                                                                | 18 березня 2015 |
| Amagi Brilliant Park: Nonbirishiteiru Hima ga Nai!                                          | 26 червня 2015  |
| Hibike! Euphonium — Ready, Set, Monaka                                                      | 16 грудня 2015  |
| Musaigen no Phantom World Special                                                           | 5 жовтня 2016   |
| Kobayashi-san Chi no Dragon Maid: Valentine, Soshite Onsen! (Anmari Kitai Shinaide Kudasai) | 20 вересня 2017 |
| Violet Evergarden: Surely, Someday You Will Understand «Love»                               | 4 липня 2018    |

### ONA
| Назва                                             | Дата виходу                      |
| ------------------------------------------------- | -------------------------------- |
| The Melancholy of Haruhi-chan Suzumiya            | 14 лютого 2009–15 травня 2009    |
| Nyorōn Churuya-san                                | 14 лютого 2009–15 травня 2009    |
| Chuunibyou Demo Koi ga Shitai! Lite               | 27 вересня 2012–1 листопада 2012 |
| Kyoukai no Kanata Idol Saiban!                    | 8 листопада 2013–16 грудня 2013  |
| Chuunibyou Demo Koi ga Shitai! -Heart Throb- Lite | 26 грудня 2013–16 березня 2014   |